# Herman Looman
Herman Carel Looman (ur. 8 listopada 1907 w Amsterdamie, zm. w grudniu 1989 w Lewisham w Londynie) – holenderski żeglarz, olimpijczyk.
Na regatach rozegranych podczas Letnich Igrzysk Olimpijskich 1936 wystąpił w klasie 6 metrów zajmując 8 pozycję. Załogę jachtu DeRuyter tworzyli również Ernst Moltzer, Ansco Dokkum, Cornelis Jonker i Joop Carp.